# 楠野一郎
楠野 一郎（くすの いちろう、1967年6月18日 - ）は、日本の放送作家、脚本家。東京都文京区出身。浅井企画所属。コサキンでの愛称は「クッピー」。

## 来歴・人物
学生時代にラジオ番組へのハガキの投稿を始める。関根勤のことは、『カックラキン大放送』をアイドル目当てで見ていた姉が、関根のカマキリ拳法に対して露骨に不快な顔をしており、家庭に不協和音が流れていたのでいい印象がなかった。1985年ごろにTBSラジオの『コサキン』へ投稿を始める。同じ投稿仲間の有川周一、舘川範雄とは違った独特の作風が認められ、大学在学中から放送作家の見習いとなった。
1988年ごろからは先に作家となった有川や見習い中の舘川とともに「アタック隊」と呼ばれ、コサキンの番組本の発売イベントなどを仕切る。この頃作家デビューした。1993年ごろからニッポン放送での番組製作に関わり、1995年にコサキンを脱退した。脱退の理由はニッポン放送でキャイ〜ンの天野ひろゆきのラジオ番組『キャイ〜ン天野ひろゆきのMEGAうま!ラジオバーガー!!』が1995年5月に放送開始されたが、首都圏ではコサキンの裏番組にあたるこの番組に作家として一緒に行ったためコサキンとは縁が切れた、と言われていたが実際にはコサキンとは合意の上での離脱だったことを、『コサキンDEワァオ!』終了時に寄せた自身のブログで明かしている。しかしその後もコサキンの番組中ではニット帽を愛用していたこと、その頃髪を長めにしていたために落武者と言われたことなど有川、舘川と共に度々ネタにされ、2000年にはコサキンの番組本のタイトルが『コサキン本タイトル集 クスノ』（興陽館）となるほどになった。この本では、楠野のネタだけで一つのコーナーが設けられている。
現在は音楽番組の構成作家としても活動している。また2006年より演劇ユニット「プロペラ犬」を水野美紀と共同主宰している。
ホームパーティーが趣味で菅野美穂、矢口真里と交流がある。

## 主な担当番組

### 脚本
- ガチバカ!
- ひとりで見てね
- 愛情イッポン!
- OLポリス
- 探偵家族
- 未来先生
- くりぃむしちゅーのたりらリでイキます!!
- クイズ☆タレント名鑑（劇中ドラマ「GO!ピロミ殺人事件」脚本協力）
- マイルドにしぬ前に（東貴博のヤンピース内のラジオドラマコーナー「BITTER SWEET CAFE」で放送）

### 構成
- コサキンルーの怒んないで聞いて!!
- コサキン無理矢理100%
- 伊集院光のOh!デカナイト
- キャイ〜ン天野ひろゆきのMEGAうま!ラジオバーガー!!
- 大槻ケンヂのオールナイトニッポン
- 吉井和哉のオールナイトニッポン
- 仲間由紀恵のオールナイトニッポン
- 常盤貴子のムーンライトパニック
- あっけらKan-no!?・菅野美穂
- ハイ!SPEEDで行こう!
- 矢口真里のallnightnippon SUPER!
- 中澤裕子のオールナイトニッポン サンデースペシャル
- BOYS BE SIAM SHADE
- SKOOP ON SOMEBODY SOUL CRUSIN

他多数

## 脚本

### 舞台
- 独りぼっちの地球人 feat.ULTRASEVEN（2013年）

### テレビドラマ
- 私たちがプロポーズされないのには、101の理由があってだな（2014年）

### テレビアニメ
- SUSHI POLICE（2016年）

### 映画
- ケンとメリー 雨あがりの夜空に（2013年）
- 天空の蜂（2015年）
- 東京喰種トーキョーグール（2017年）
- ゴーストマスター（2019年）
- 騙し絵の牙（2021年）[3]

## 書籍
- 戦う女優（インタビュー・監修）
- 水野美紀 ドロップBOX（編集協力）
- 矢口真里 おいら（編集協力）
- ハイSPEEDでいこう!（編集協力）

他多数

## 演じた声優
- 設楽統（「マイルドにしぬ前に」）